# István Déván

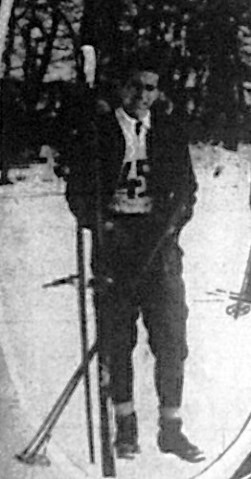
István Déván.

István Déván, Stefan von Déván, född 4 november 1890 i Pressburg i Österrike-Ungern (nuvarande Slovakien), död 20 april 1977 i Kempten i Bayern i Västtyskland, var en ungersk vinter- och sommaridrottare som var aktiv inom friidrott och nordisk skidsport under 1910- och 1920-talen.
Han medverkade vid två olympiska spel 1912 och 1924. Vid olympiska sommarspelen 1912 blev han utslagen i semifinalen på 200 meter och misslyckades att gå vidare från första omgången på 400 meter och 4 x 400 meter stafett. Vid olympiska vinterspelen 1924 slutade han på trettioförsta plats på 18 kilometer. Han deltog även i nordisk kombination, men bröt den tävlingen.